# Miss Paraguay

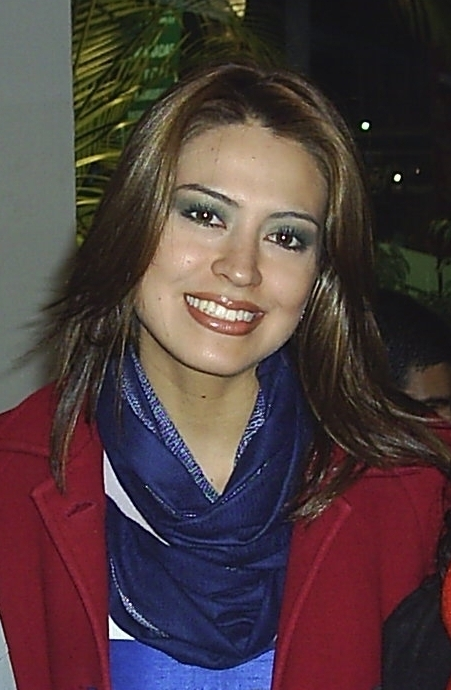
Yanina Gonzalez, Miss Universo Paraguay 2004

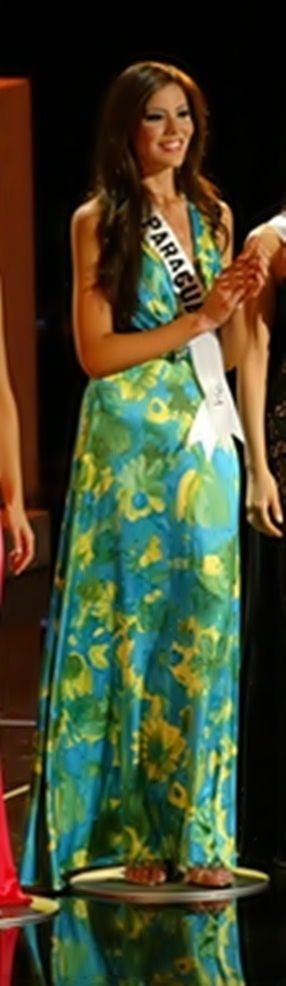
Lourdes Arevalos, Miss Universe Paraguay 2006

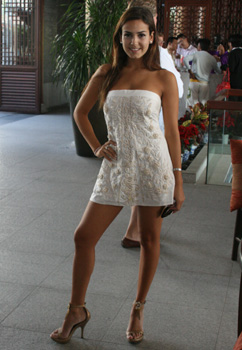
Maria Vargas, Miss World Paraguay 2007

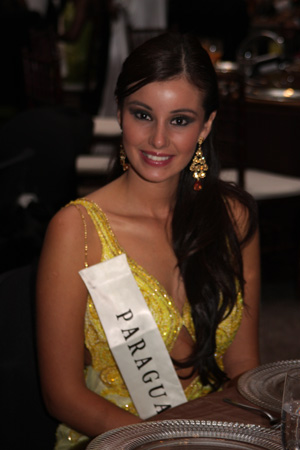
Gabriela Rejala, Miss World Paraguay 2008

A Miss Paraguay általános elnevezése, megszólítása a paraguayi szépségversenyek győzteseinek. Paraguayban két országos jelentőségű szépségversenyt rendeznek, ezek a
- Miss Paraguay, melyet 1957-ben rendeztek meg először. Ezen verseny győztese korábban részt vett a Miss Universe versenyen, de 2004 óta csak a kisebb jelentőségű Reinado Internacional de Café és a Miss Globe International versenyekre küldik a győztest.
- Reinas Paraguayas, melyet 2004-ben rendeztek meg először. Győztese a Miss Universe, helyezettjei a Miss World, Miss Earth, valamint más kisebb nemzetközi versenyeken vesznek részt.

## Miss Paraguay
A Miss Paraguay versenyt először 1957-ben rendezték meg. Azóta minden évben megtartották, kivéve 1959, 1968, 1969, 2002, 2003, 2006, 2007 és 2008.

### Győztesek
A Miss Paraguay verseny győztesei. 2000-ig ennek a versenynek a győztesei vettek részt a Miss Universe versenyen, ahol a legjobb eredmény egy Top10-be jutás volt 1991-ben.
| Év   | Név                                                           | Állam            | Helyezés a Miss Universe versenyen                                    |
| ---- | ------------------------------------------------------------- | ---------------- | --------------------------------------------------------------------- |
| 1957 | Lucy Montanero                                                | Asunción         |                                                                       |
| 1958 | Graciela Scorza                                               | Alto Paraguay    |                                                                       |
| 1960 | Mercedes Ruggia                                               | Asunción         |                                                                       |
| 1961 | Maria Cristina Osnaghi                                        | Asunción         |                                                                       |
| 1962 | Corina Rollon                                                 | Alto Paraguay    |                                                                       |
| 1963 | Amelia Benitez                                                | Asunción         |                                                                       |
| 1964 | Miriam Riart Brugada                                          | Asunción         | Top15                                                                 |
| 1965 | Stella Castell                                                | Gran Chaco       |                                                                       |
| 1966 | Mirtha Martinez                                               | Alto Paraguay    |                                                                       |
| 1967 | Maria Eugenia Torres                                          | Presidente Hayes |                                                                       |
| 1970 | Teresa Mercedes Britez Sullow                                 | Paraguarí        |                                                                       |
| 1971 | Marit Tomassone                                               | Misiones         | nem vett részt a versenyen                                            |
| 1972 | Maria Stella Volpe Martinez                                   | Central          |                                                                       |
| 1973 | Teresita Maria Cano                                           | Concepción       |                                                                       |
| 1974 | Maria Angela Zulema Medina Monjagata                          | Alto Paraguay    |                                                                       |
| 1975 | Susana Beatriz Vire Ferreira                                  | Alto Paraná      |                                                                       |
| 1976 | Nidia Fátima Cardenas                                         | Asunción         |                                                                       |
| 1977 | Maria Leticia Zarza Perriet                                   | Asunción         |                                                                       |
| 1978 | Rosa Maria Duarte Melgarejo                                   | Asunción         |                                                                       |
| 1979 | Patricia Lohman Berni                                         | Caazapá          |                                                                       |
| 1980 | Martha Galli Romagnac                                         | Canindeyú        |                                                                       |
| 1981 | Maria Isabel Urizar Caras                                     | Cordillera       |                                                                       |
| 1982 | Maris Stella Villalba Medoza                                  | Itapúa           |                                                                       |
| 1983 | Mercedes Bosch Cuarilla                                       | Central          |                                                                       |
| 1984 | Elena Ortiz Allegretti                                        | Guairá           |                                                                       |
| 1985 | Daisy Patricia Ferreira                                       | Asunción         | Beverly Ocampo Gadea vett részt a versenyen                           |
| 1986 | Veronica Angulo Achinelli                                     | Amambay          | Johana Kelner Toja vett részt a versenyen                             |
| 1987 | Tammy Elizabeth Ortigoza Sonneborn                            | Asunción         |                                                                       |
| 1988 | Marta Noemi Acosta Granada                                    | Asunción         |                                                                       |
| 1989 | Ana Victoria Schaerer Del Puerto                              | Paraguarí        |                                                                       |
| 1990 | Monica Plate Cano                                             | Asunción         |                                                                       |
| 1991 | Vivian Rosana Benitez Brizuela                                | Asunción         | Top10                                                                 |
| 1992 | Pamela Zarza Enríquez                                         | Boquerón         |                                                                       |
| 1993 | Carolina Barrios                                              | Alto Paraná      |                                                                       |
| 1994 | Lilian Noemí González Mena                                    | Presidente Hayes |                                                                       |
| 1995 | Bettina Rosmary Barboza Caffarena                             | Asunción         |                                                                       |
| 1996 | Martha Lovera Parquét                                         | Asunción         |                                                                       |
| 1997 | Rossana Elizabeth Jiménez Pereira                             | Asunción         |                                                                       |
| 1998 | Luz Marina González Ruíz                                      | Caaguazú         |                                                                       |
| 1999 | Carmen Morínigo Machuca                                       | Asunción         |                                                                       |
| 2000 | Carolina Ramírez Franco                                       | Alto Paraná      |                                                                       |
| 2001 | Gabriela Riquelme                                             | Caaguazú         | Rosemary Benitez vett részt a versenyen                               |
| 2004 | Myrian Rodríguez                                              | Asunción         | 2004 után a Miss Universo Paraguay győztesei vettek részt a versenyen |
| 2005 | Liz Santacruz Amarilla                                        | Caaguazú         |                                                                       |
| 2009 | Viviana Benitez Duarte                                        | Misiones         |                                                                       |
| 2010 | Evelyn Catalina Jara Rojas (Visszalépett) Luz Adela Alejandro | Caaguazú Amambay |                                                                       |
| 2011 | Clara Silvana Carrillo Gossen                                 | Concepción       |                                                                       |

## Reinas Paraguayas
A Reinas Paraguayas versenyt először 2004-ben szervezte meg a Promociones Gloria cég, a vezetője GloriaSuárez de Limpias. A verseny győztese a Miss Universe, második helyezettje a Miss World versenyen vesz részt. További helyezettek utaznak a Miss Earth, Miss Tourism Queen International, Reina Hispanoamericana, Miss Continente Americano és egyéb kisebb versenyekre.

### Miss Universe Paraguay-győztesek
A verseny győztesei, a Miss Universe versenyen elért eredményükkel.
| Év   | Név                               | Helyezés     |
| ---- | --------------------------------- | ------------ |
| 2004 | Yanina Alicia González Jorgge     | 4. helyezett |
| 2005 | Karina Rebecca Buttner Naumann    |              |
| 2006 | Lourdes Verónica Arévalos Elías   | 4. helyezett |
| 2007 | María José Maldonado Gómez        |              |
| 2008 | Giannina Rufinelli Rojas          |              |
| 2009 | Mareike Baumgarten Oroa           |              |
| 2010 | Yohana Benitez Olmedo             |              |
| 2011 | Alba Lucia Riquelme Valenzuela    |              |
| 2012 | Egni Analia Almirón Eckert        |              |
| 2013 | María Guadalupe González Talavera |              |
| 2014 | Sally Luz Jara Dávalos            |              |
| 2015 | Myriam Carolina Arévalos Villalba |              |
| 2016 | Lourdes Andrea Melgarejo González |              |

### Miss World Paraguay győztesek
A Miss World Paraguay győztesei, és helyezésük a Miss World versenyen.
| Év   | Név                                 | Helyezés |
| ---- | ----------------------------------- | -------- |
| 2004 | Tania María Domanickzy Vargas       |          |
| 2007 | María de la Paz Vargas Morinigo     |          |
| 2008 | Gabriela Mercedes Rejala Llanes     |          |
| 2009 | Tamara Sosa Zapattini               |          |
| 2010 | Egni Analia Almirón Eckert          | Top 25   |
| 2011 | Nicole Elizabeth Huber Vera         | Top 20   |
| 2012 | Fiorella Migliore Llanes            |          |
| 2013 | Coral Ruiz Reyes                    |          |
| 2014 | Myriam Carolina Arévalos Villalba   |          |
| 2015 | Giovanna Estéfani Cordeiro Villalba |          |
| 2016 | Simone Patricia Freitag Krutzman    |          |

## Fordítás
Ez a szócikk részben vagy egészben  a   Miss Paraguay című angol Wikipédia-szócikk ezen változatának fordításán alapul.  Az eredeti cikk szerkesztőit annak laptörténete sorolja fel. Ez a jelzés csupán a megfogalmazás eredetét és a szerzői jogokat jelzi, nem szolgál a cikkben szereplő információk forrásmegjelöléseként.